# Tom Poes en de jakkerjekker
Tom Poes en de jakker-jekker is een ballonstripverhaal uit de Tom Poes-reeks. Het verhaal verscheen voor het eerst in het weekblad  Donald Duck, in de nummers 26 tot 37 van 1965. In 1977 kwam het voor het eerst uit in albumvorm. 

## Samenvatting
Tom Poes laat zich een jas (jekker) aansmeren door Hocus Pas, niet beseffende dat hij daarmee in de macht van de magiër komt. Hij verliest zijn goede manieren, ook tegenover heer Bommel. Het gaat van kwaad tot erger, maar toch blijkt de vriendschap sterker dan de toverkracht.

## Achtergronden
Het verhaal is vooral een parodie op het leven van de motor-/brommerbendes in de jaren '60  en de bijbehorende provocultuur. Het toont echter ook treffend hoe het van kwaad tot erger kan gaan, en hoe sterk anderzijds vriendschap kan zijn.
Een opvallende afwijking van de vaste verhaallijnen is dat het deze keer Tom Poes is die gered moet worden door Heer Bommel. Uiteindelijk redden ze ook elkaar.